# SN 1988Y
SN 1988Y – supernowa typu Ia odkryta 14 listopada 1988 roku w galaktyce A024454-0824. W momencie odkrycia miała maksymalną jasność 16,00m.